# Energetik Biszkek
Energetik Biszkek (kirg. Футбол клубу «Энергетик» Бишкек) – kirgiski klub piłkarski, mający siedzibę w stolicy kraju, mieście Biszkek.

## Historia
Chronologia nazw:
- 1995: Energetik Biszkek (ros. «Энергетик» Бишкек)
- 1999: klub rozformowano

Piłkarski klub Energetik został założony w miejscowości Biszkek w roku 1995. W 1995 zespół debiutował w Wyższej Lidze, w której zajął 4.miejsce w grupie spadkowej północnej. W 1996 startował w rozgrywkach Pucharu Kirgistanu, gdzie dotarł do 1/16 finału. W 1998 i 1999 znów występował w rozgrywkach pucharowych. Potem z powodów finansowych klub został rozformowany.

## Sukcesy

### Trofea międzynarodowe
Nie uczestniczył w rozgrywkach azjatyckich (stan na 31-12-2015).

### Trofea krajowe
| \| \| Zdobyte trofea w rozgrywkach Kirgistanu (stan na: 31-12-2015) \| |                                                               |      |                             |
| Rozgrywki                                                              | Osiągnięcie                                                   | Razy | Sezon(y)                    |
| Mistrzostwo                                                            | I miejsce                                                     | 0    |                             |
| Mistrzostwo                                                            | II miejsce                                                    | 0    |                             |
| Mistrzostwo                                                            | III miejsce                                                   | 0    |                             |
| Mistrzostwo                                                            | 4.miejsce                                                     | 1    | 1995 (gr.spadkowa północna) |
| Puchar                                                                 | zdobywca                                                      | 0    |                             |
| Puchar                                                                 | finalista                                                     | 0    |                             |
| Puchar                                                                 | 1/16 finału                                                   | 2    | 1996, 1998                  |
| II liga                                                                | I miejsce                                                     | ?    |                             |
| II liga                                                                | II miejsce                                                    | ?    |                             |
| II liga                                                                | III miejsce                                                   | ?    |                             |
| Kirgistan                                                              | Zdobyte trofea w rozgrywkach Kirgistanu (stan na: 31-12-2015) |      |                             |

## Stadion
Klub rozgrywał swoje mecze domowe na stadionie Spartak w Biszkeku, który może pomieścić 23000 widzów.